# Ginásio Estadual Geraldo José de Almeida
Le Ginásio Estadual Geraldo José de Almeida, appelé également Ginásio do Ibirapuera, est une salle omnisports couverte située à São Paulo, au Brésil. Le bâtiment a été inauguré le 25 janvier 1957 et dispose en 2011 d'une capacité de 10 200 places. Il est aujourd'hui majoritairement utilisé pour des rencontres de volley-ball.

## Principaux événements sportifs
- Jeux panaméricains de 1963
- Championnat du monde de basket-ball féminin, en 1971, 1983 et 2006
- Championnat du monde de volley-ball féminin 1994
- Phase finale de la ligue mondiale de volley-ball 1993
- Championnat du monde de handball féminin 2011
- Coupe du monde de judo 2011
- Masters de tennis de la 2e division 2011 et 2012

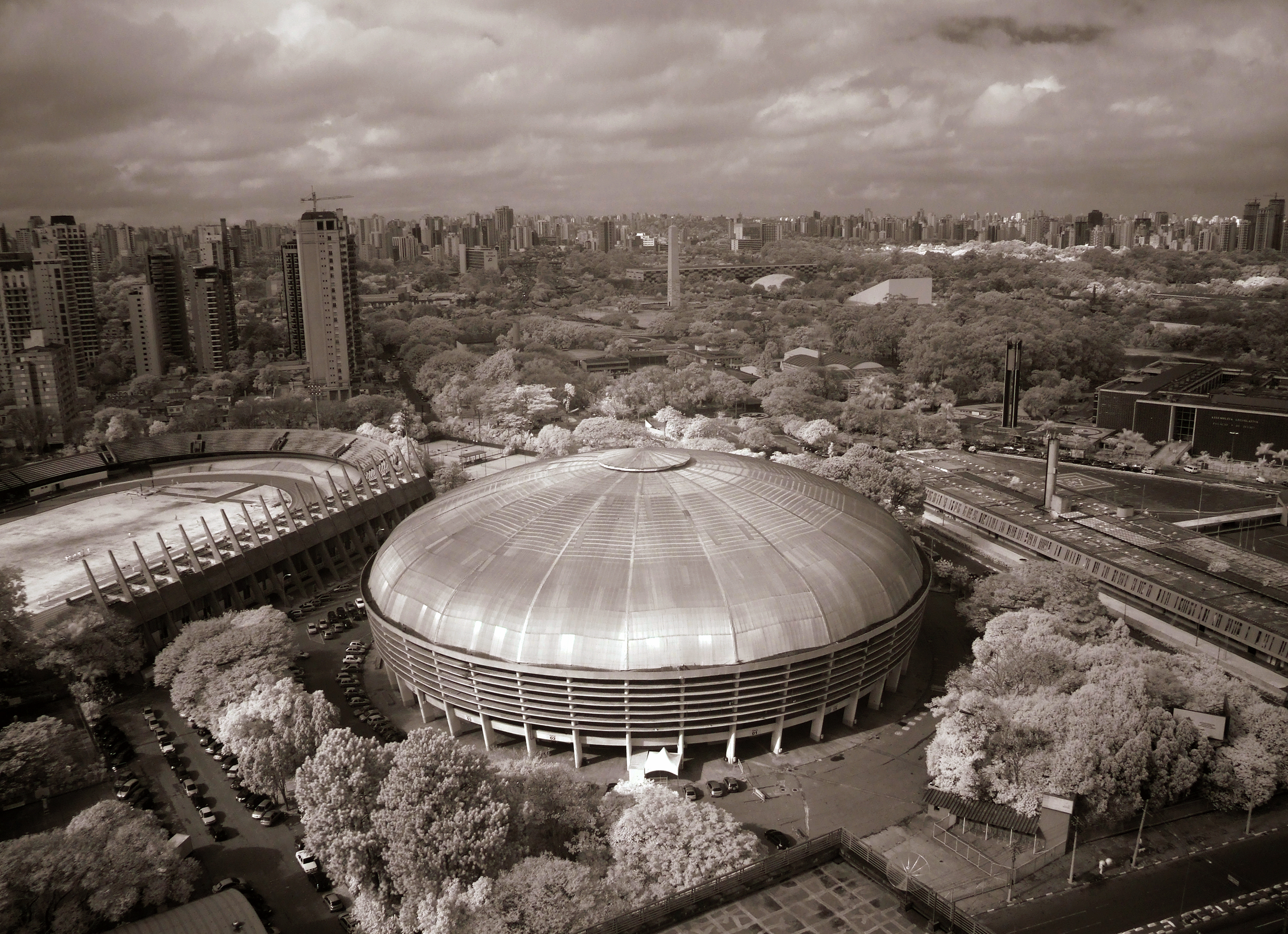
Ginásio Estadual Geraldo J. Almeida